# Douglaston y Little Neck (Queens)
Douglaston y Little Neck es un vecindario del distrito de Queens de la ciudad de Nueva York. El vecindario está ubicado en Long Island y limita con Bayside al oeste, con Great Neck al este y North Shore Towers al sur.
El vecindario se compone de 2 secciones, Little Neck se usa para referirse a la sección noreste, mientras que se denomina Douglaston al resto del vecindario.
Douglaston y Little Neck se encuentra en el Distrito Comunitario 11 de Queens, mientras su código postal son 11362 y 11363. Está patrullada por la 111.ª comisaría de la policía de Nueva York.

## Historia
La ciudad fue fundada por Thomas Hicks, aunque después fue comprado por George Douglas, quien hizo prosperar a la ciudad importando productos. La expansión de la ciudad ocurrió en 1866 con la construcción de las estaciones Little Neck y Douglaston del Ferrocarril de Long Island.

## Demografía
Según los datos del censo de Estados Unidos de 2010, la población de Douglaston y Little Neck era de 24 739 personas. Tiene una superficie de 645.54 hectáreas (6.45 km²) y una densidad de 15.5 habitantes por acre (9907 por milla cuadrada; 3835.45 por km²).
Las razas de los habitantes del barrio era el 53.3% (13 195) blancos, el 8.1% (2015) era hispánico o latino, el 1.3% (317) afroamericano, el 0.0% (15) nativo americano, el 35.6% (8818) era asiático, el 1.5% (377) de otras razas.
En 2017, los Ingreso familiar per cápita era de USD 70 155. En 2018, según una estimación según un informe del Departamento de Salud e Higiene Mental de la Ciudad de Nueva York, la población tenía una expectación de vida mediana de 84.7 años.

## Policía y criminalidad
Douglaston y Little Neck está patrullada por la 111.ª comisaría del NYPD. La 107.ª comisaría obtuvo el octavo lugar de 69 áreas patrulladas más seguras por delitos per-cápita en el año 2010. En 2018, obtuvo una tasa de asalto no fatal de 8 por 100 000 personas, mientras que la tasa de encarcelamiento es de 110 por 100 000 personas siendo más bajas comparadas con otras ciudades.
Según un informe de 2018, la tasa de criminalidad en Douglaston y Little Neck con respecto al año 1990 ha bajado en un 88.6%. En 2018, en el distrito sólo se informaron 0 asesinatos, 7 violaciones, 74 agresiones graves, 361 robos con intimidación, 163 robos y 37 robos de automóviles.